# Collections de Chine du musée Georges-Labit
Les collections de Chine du musée Georges-Labit ne proviennent pas d'achats de Georges Labit lors de ses voyages mais essentiellement d'achats de la ville de Toulouse ainsi que de dépôts de la France via le musée Guimet.

## Voyages de Georges Labit en Chine
Georges Labit se rend en Chine à trois occasions. La première fois, à l'été 1889, il passe par Shangaï et remonte le Yang-Tsé-Kiang vers Wu-chang, Han-kou et Han-Yan. Il se rend en Chine du Nord en automne 1891, réalisant un reportage pour L'Illustration montrant notamment un jugement se concluant par la peine de mort à Tung-Tchao. La photographie de l'exécution fait la Une le 5 décembre 1891, et un couteau d'exécution fait partie des collections du musée. Il se rend ensuite à Tien-Tsin et réalise des gravures représentant un asile d'aliénés tenu par des religieuses catholiques et finit par se rendre en Mongolie intérieure où il rencontre des rebelles chinois. Il retourne une dernière fois en Chine en 1895, cette fois-ci via le Transsibérien.

## Collections

### Époque néolithique

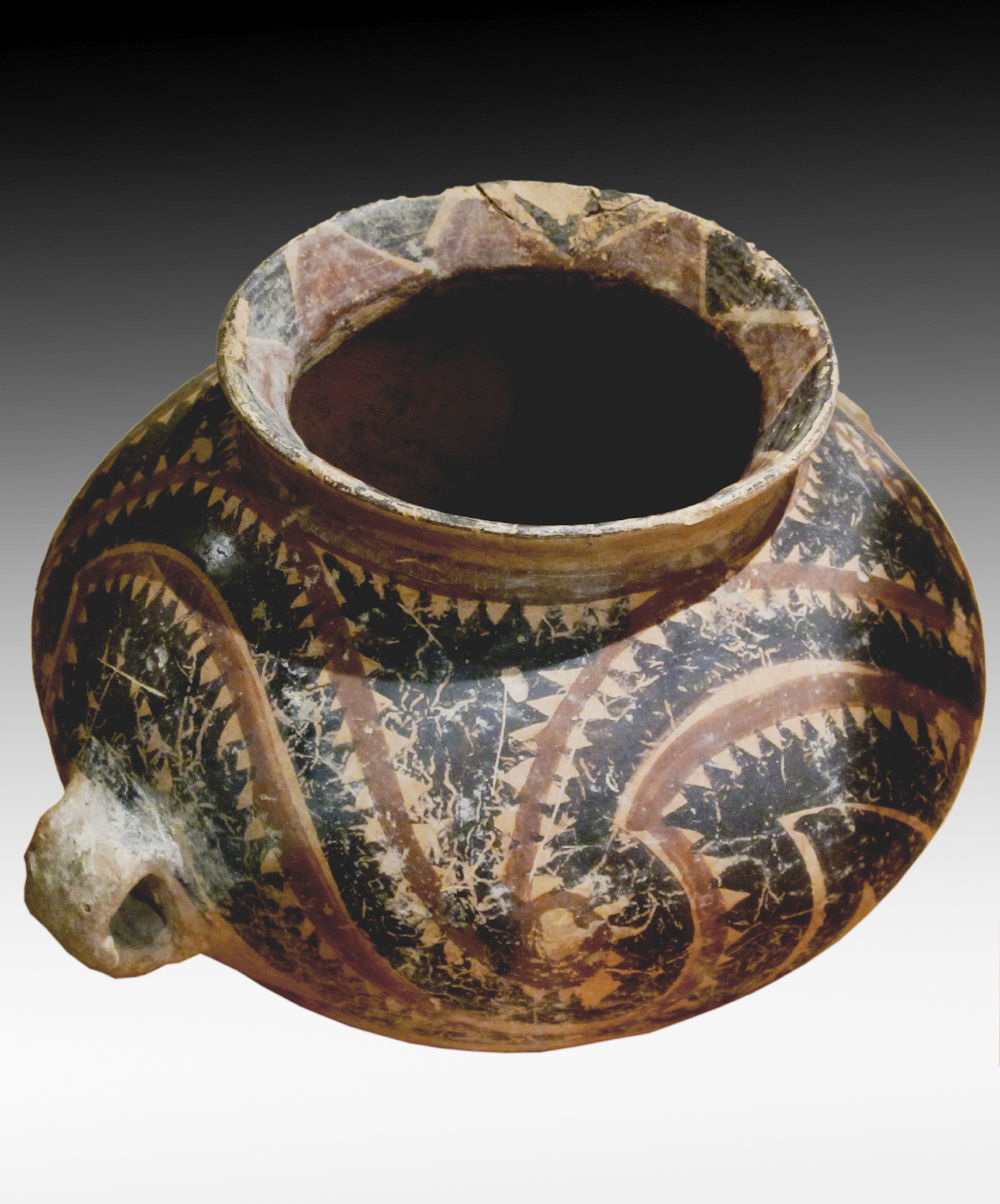
Urne. Terre cuite rouge à décor noir et brun. Culture de Majiayao, phase de Banshan (vers 2700 - 2000 avant notre ère).H. 20 cm, diam ouv. 14 cm.

### Époque Han

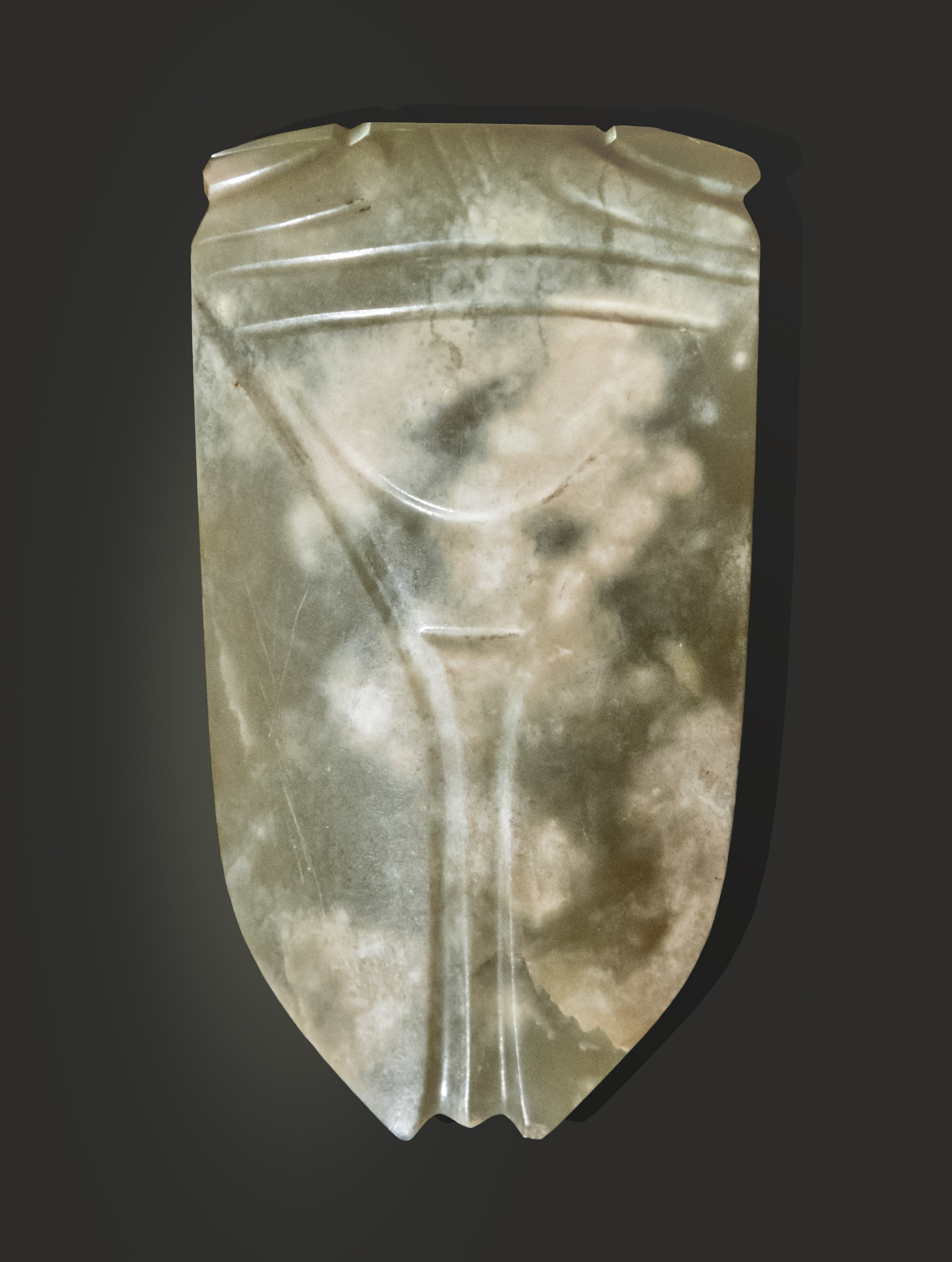
Cigale. Néphrite, Han de l'est (24-220). H. : 5,5 cm. Représentation schématique (schématisme typique des objets funéraires Han) d'une cigale destinée à être placée dans la bouche du mort.
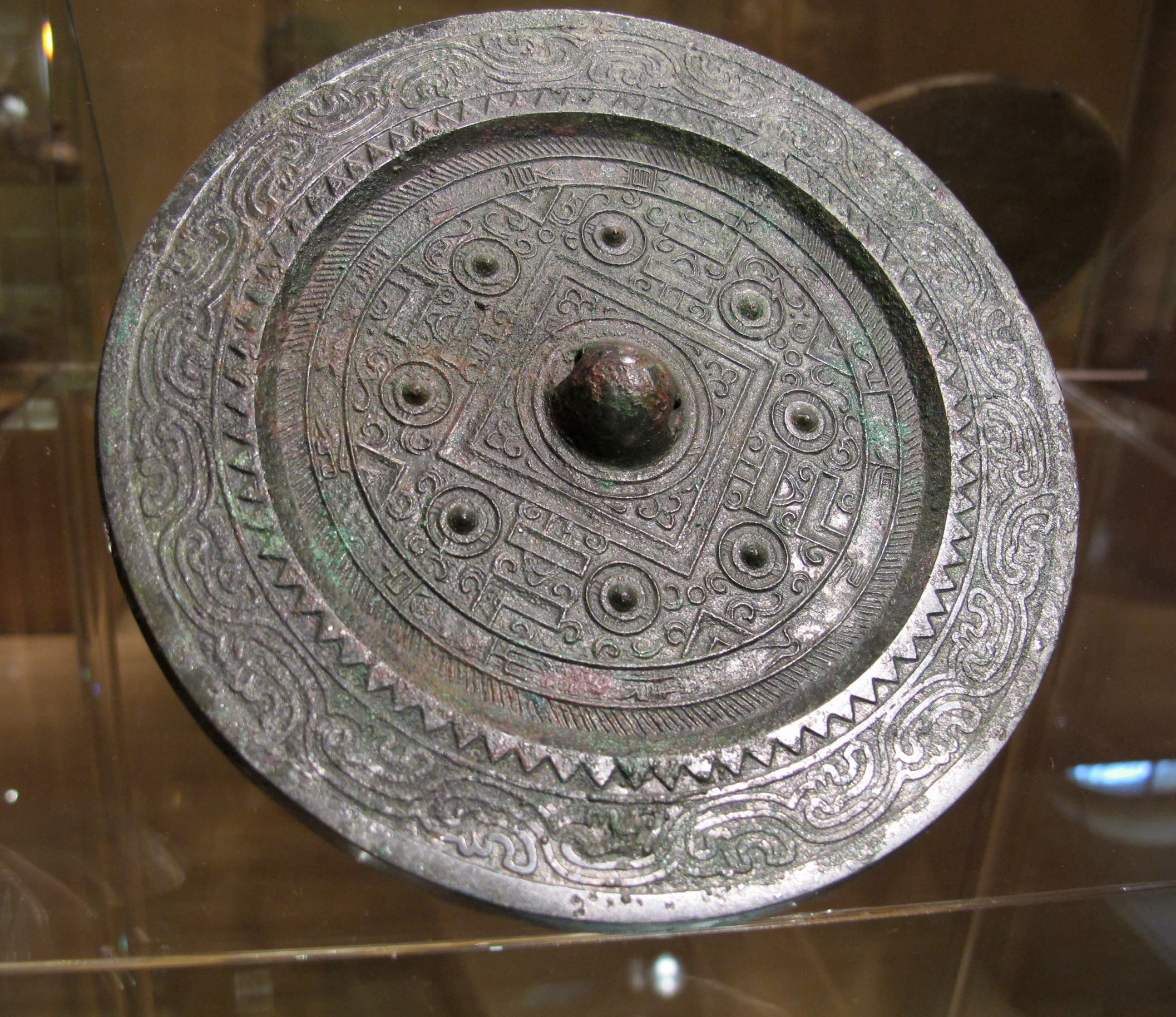
Dos de miroir à décor TLV. Début des Han de l'Est (24-220). Bronze, diamètre : 15,5 cm. Inventaire : D 1948 6. Le décor porte des vœux de bonheur pour la vie quotidienne dans l'inscription, à la périphérie du centre.

### Les Six Dynasties (317-589)

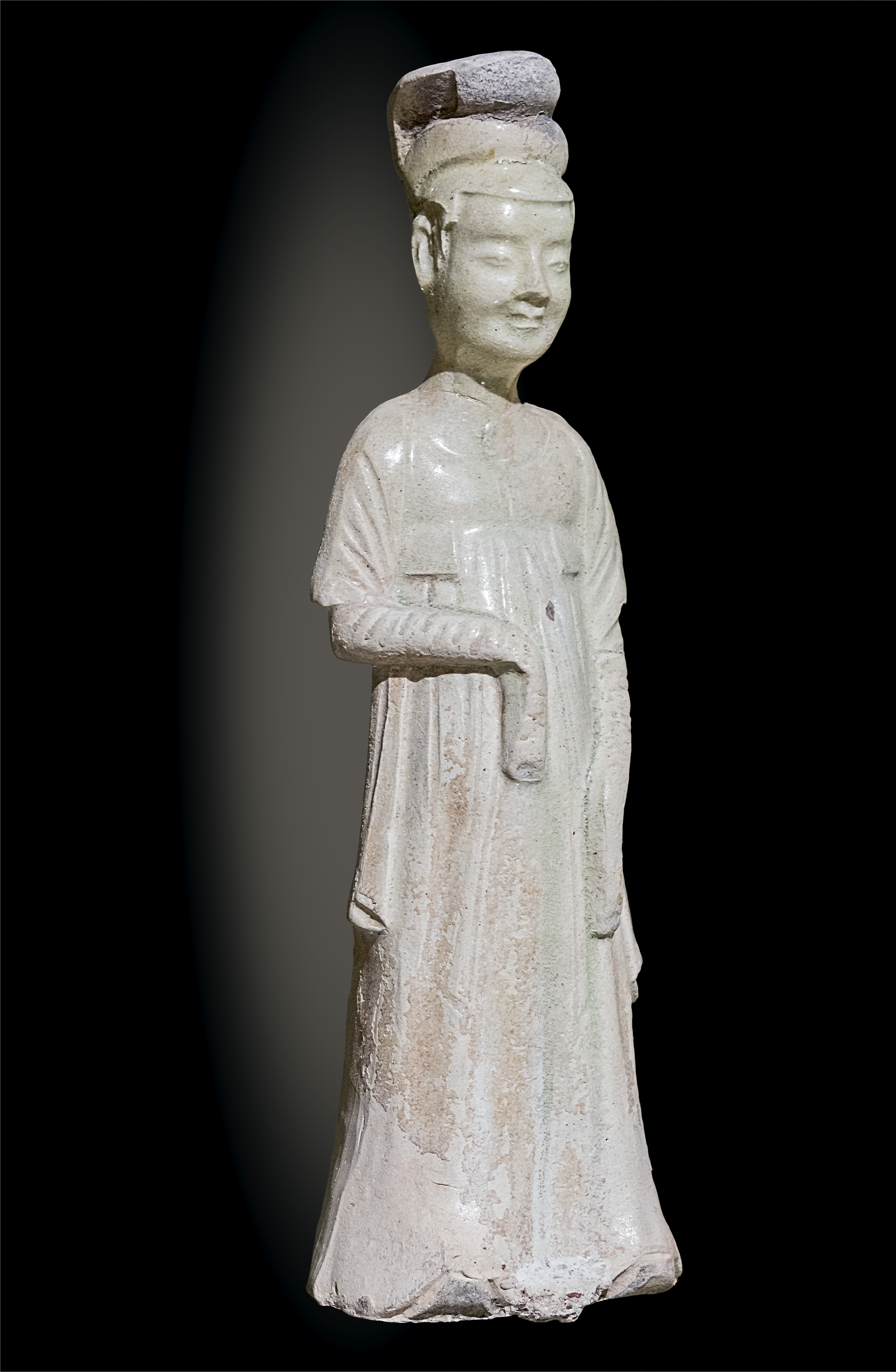
Danseuse. Statuette funéraire (mingqi) en terre cuite, traces de glaçures sur engobe blanc. Fin de la dynastie Sui début dynastie Tang (VIIe siècle). H 22,5 cm.

### Dynastie T'ang (618-907)

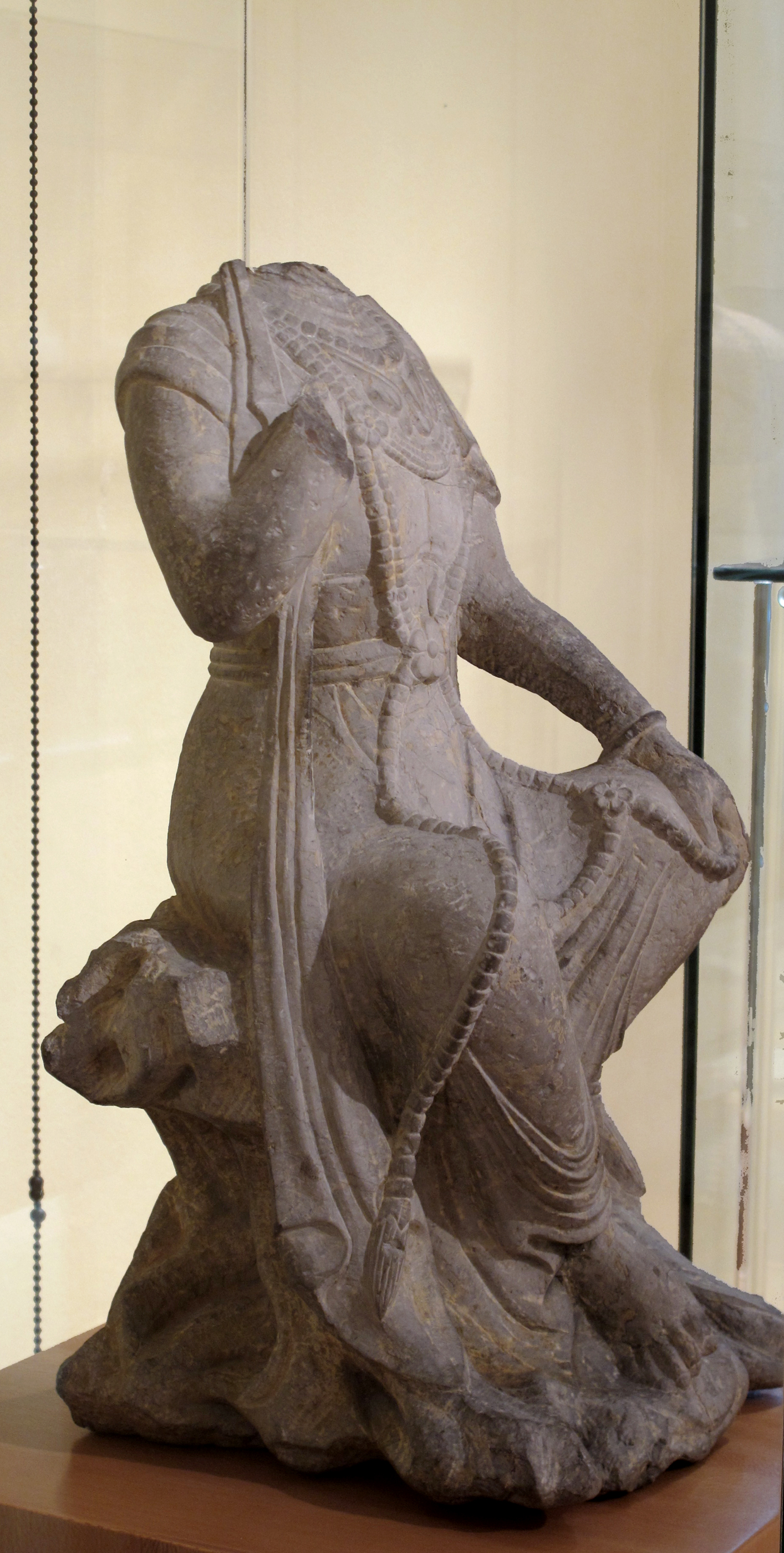
Maitreya, Buddha du futur. Calcaire fin. H. 44 cm
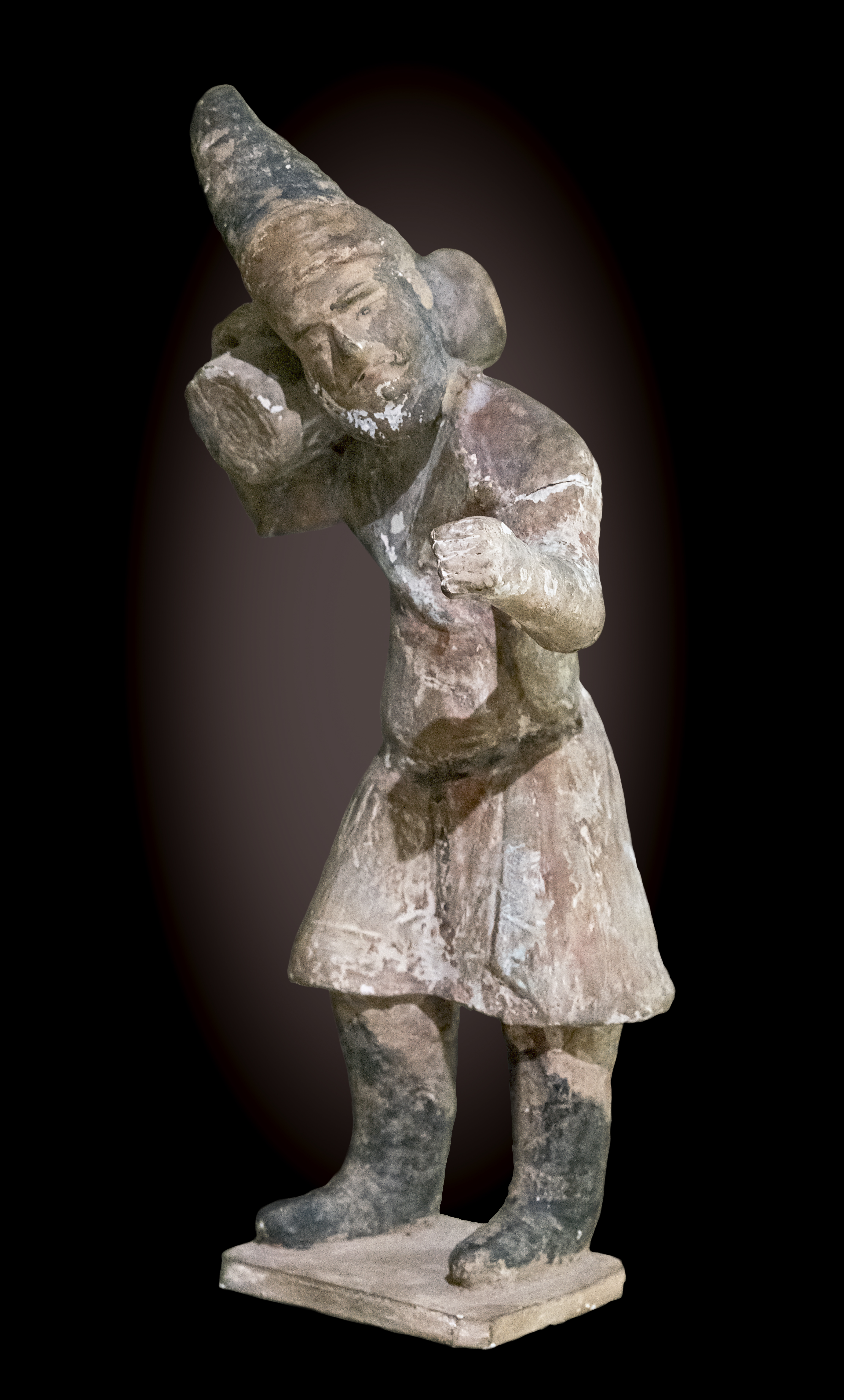
Marchand de tissu, mingqi, terre cuite, traces de polychromie. Dynastie Tang.
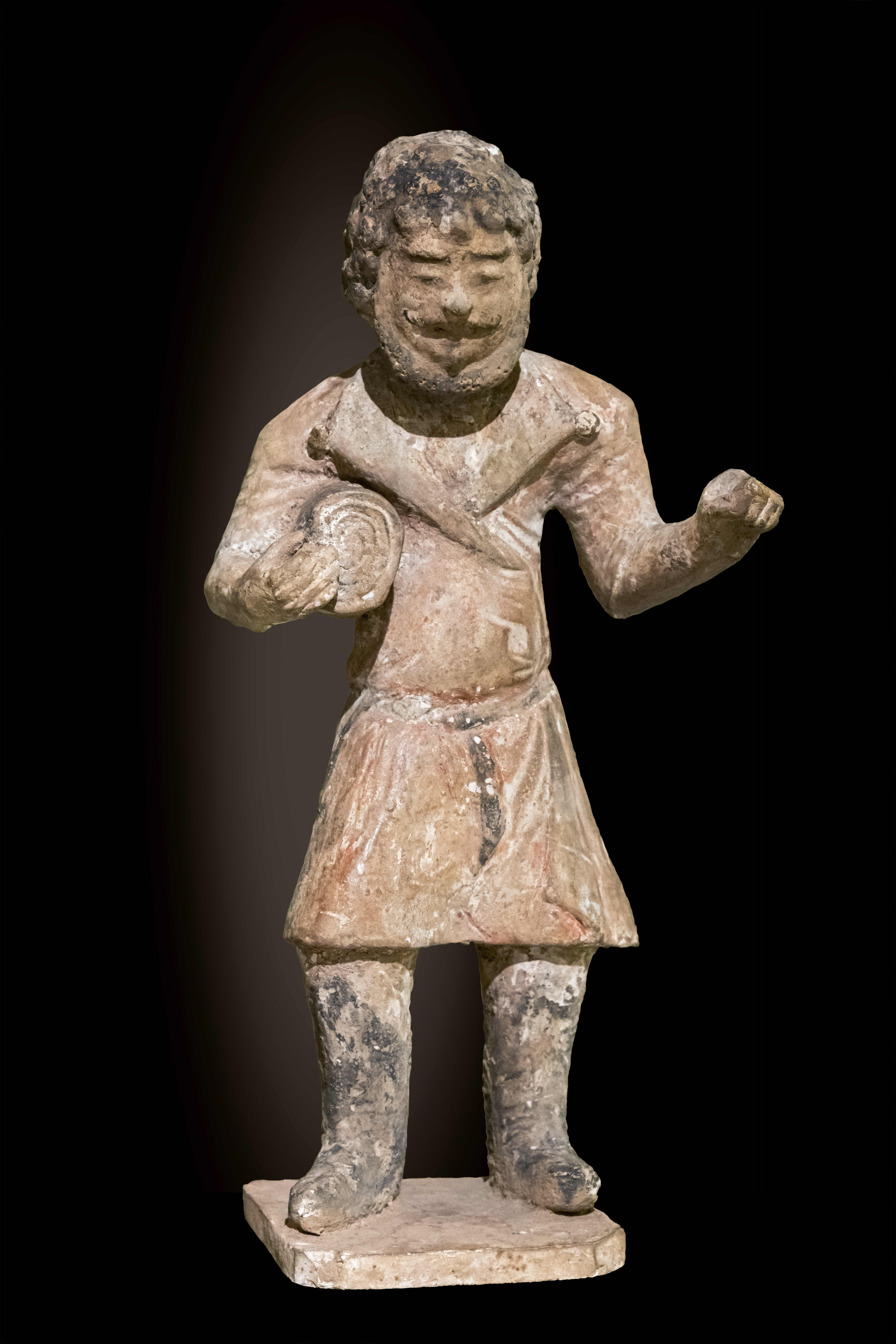
Marchand de tissu, mingqi, terre cuite, traces de polychromie. Dynastie Tang.

### Dynastie Song 960-1276)

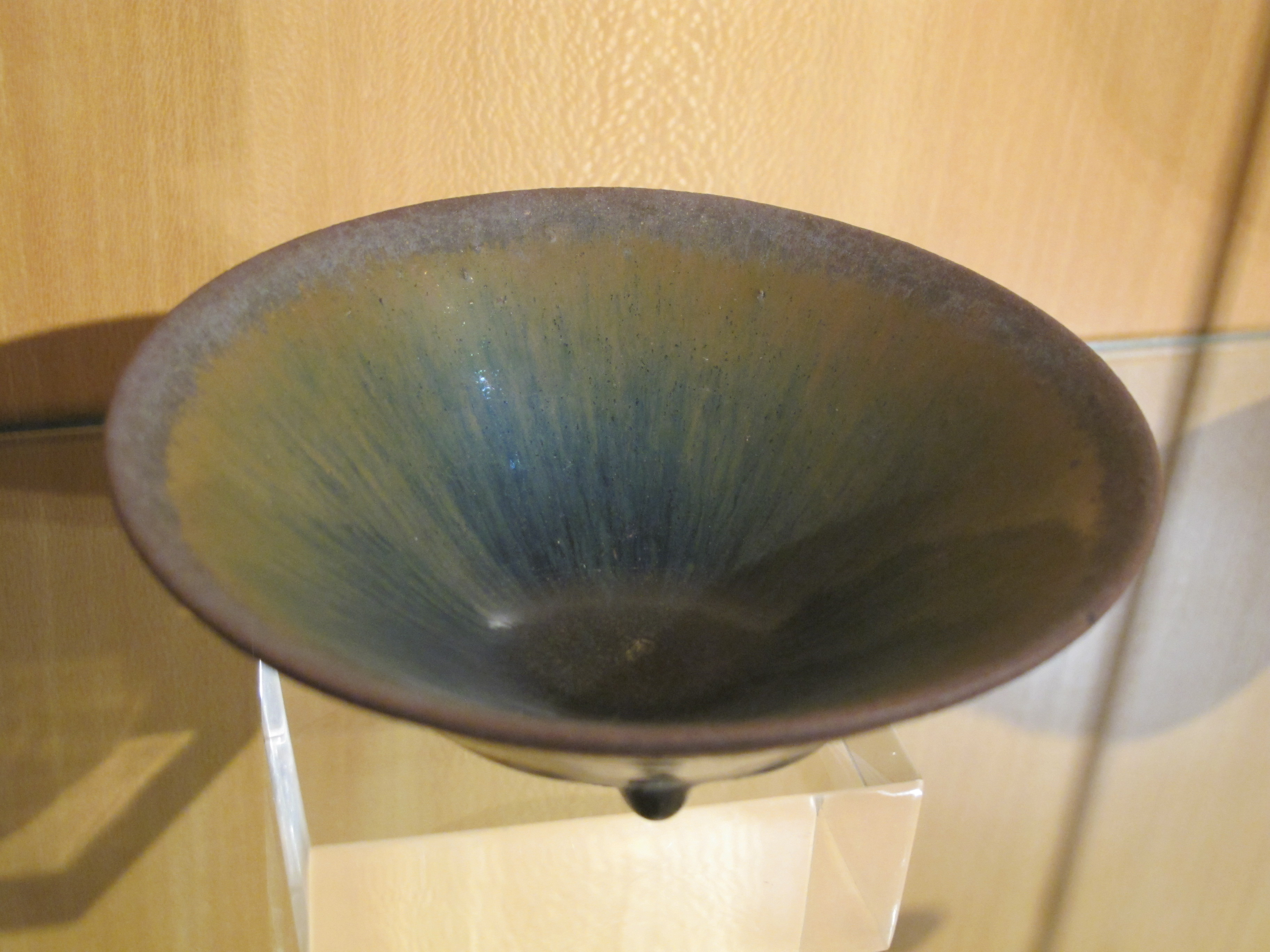
Bol à thé. Grès à couverte brune dite "fourrure de lièvre". H 4,5 cm, diam. ouv. 11,5 cm. Bol utilisé par les moines chan des monts Tianmu (Tianmu shan), près de Hangzhou, au XIIIe siècle, et emporté au Japon par les moines japonais dans leurs bagages en tant que partie de leur enseignement. Connus sous le nom japonais de temmoku.
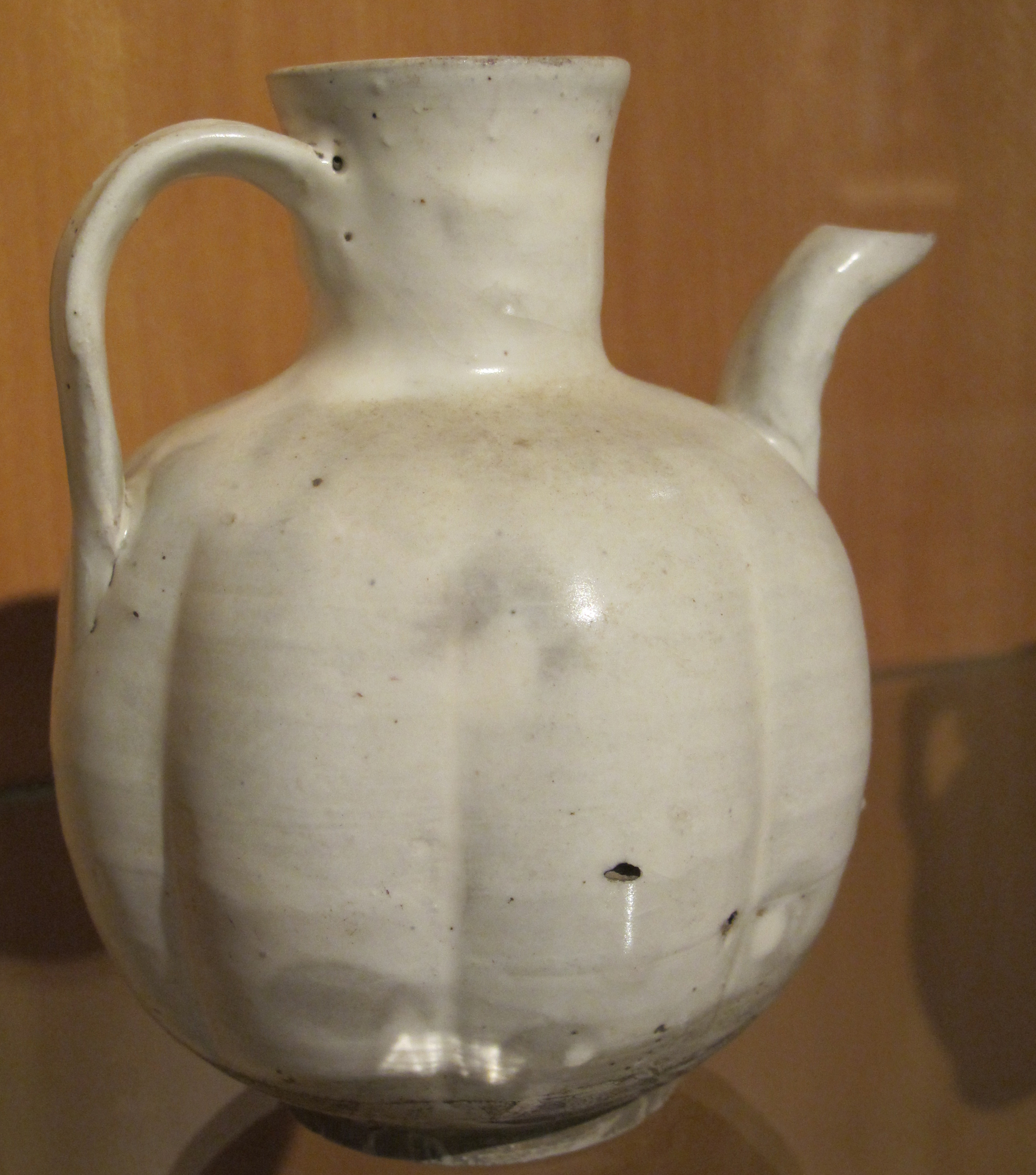
Aiguière. Terre blanche, couverte ivoire avec traces brunes probablement dues à un dépôt des cendres du four. Début des Song (Xe siècle) Probablement fours de Ding. Chine du nord. H. : 13 cm.

### Dynastie Yuan (1279-1368)

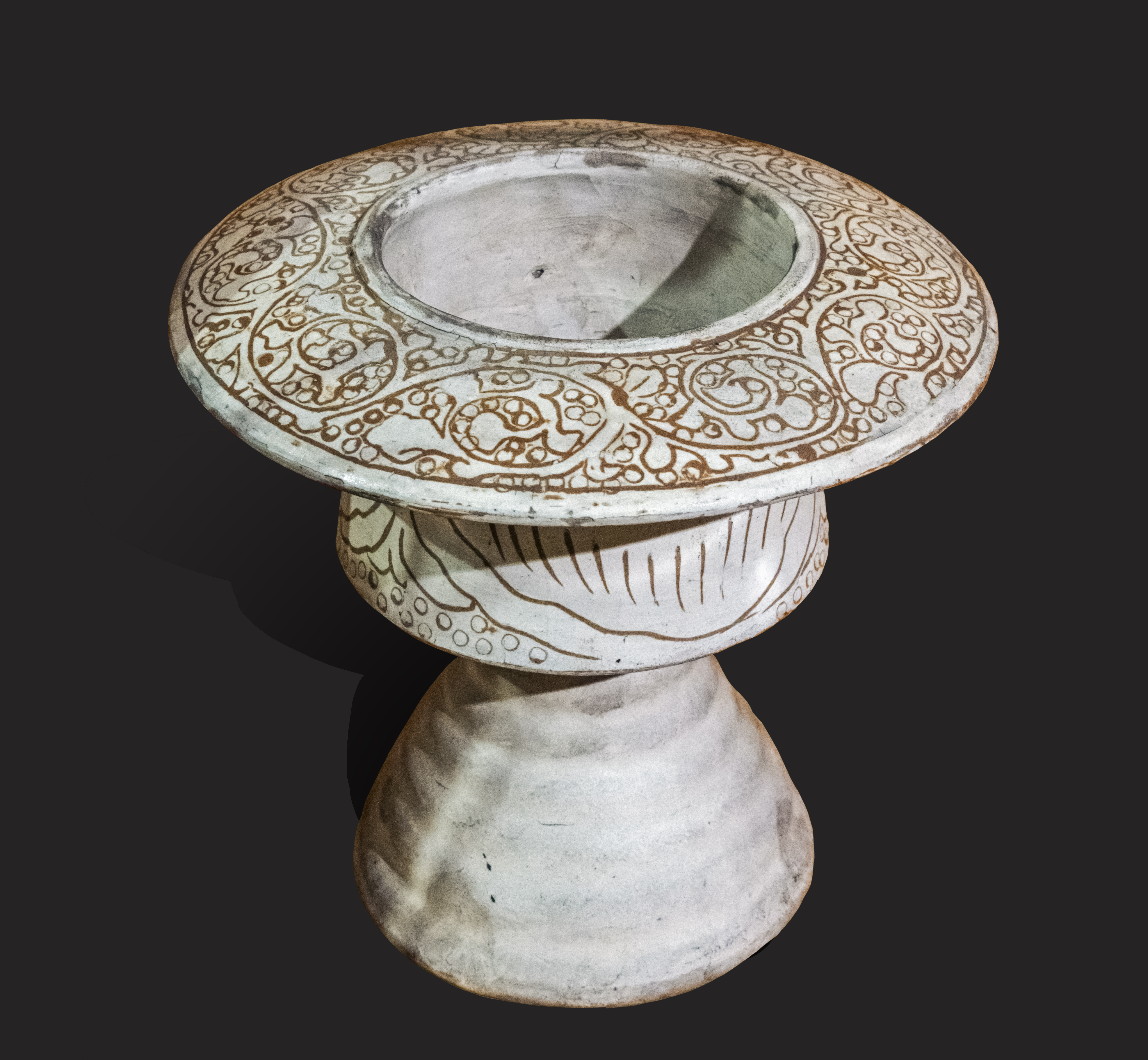
Support de coupe. Cizhou. Grès, engobe crème et brun. H 14, D 17 cm. Chine du Nord, fin Song - début Yuan. XIIe – XIIIe siècle.

### Dynastie Ming (1368-1644)
Les collections de cette époque sont essentiellement des céramiques : coupes, bols à thé, présentoirs, coupes, pots (à fard, à onguents ou à vin) soucoupes, assiettes et vases. Le vase à boire "Kendi", fabriqué en Chine du Sud, a été découvert lors de fouilles aux Philippines.

### Dynastie Qing (1644-1912)

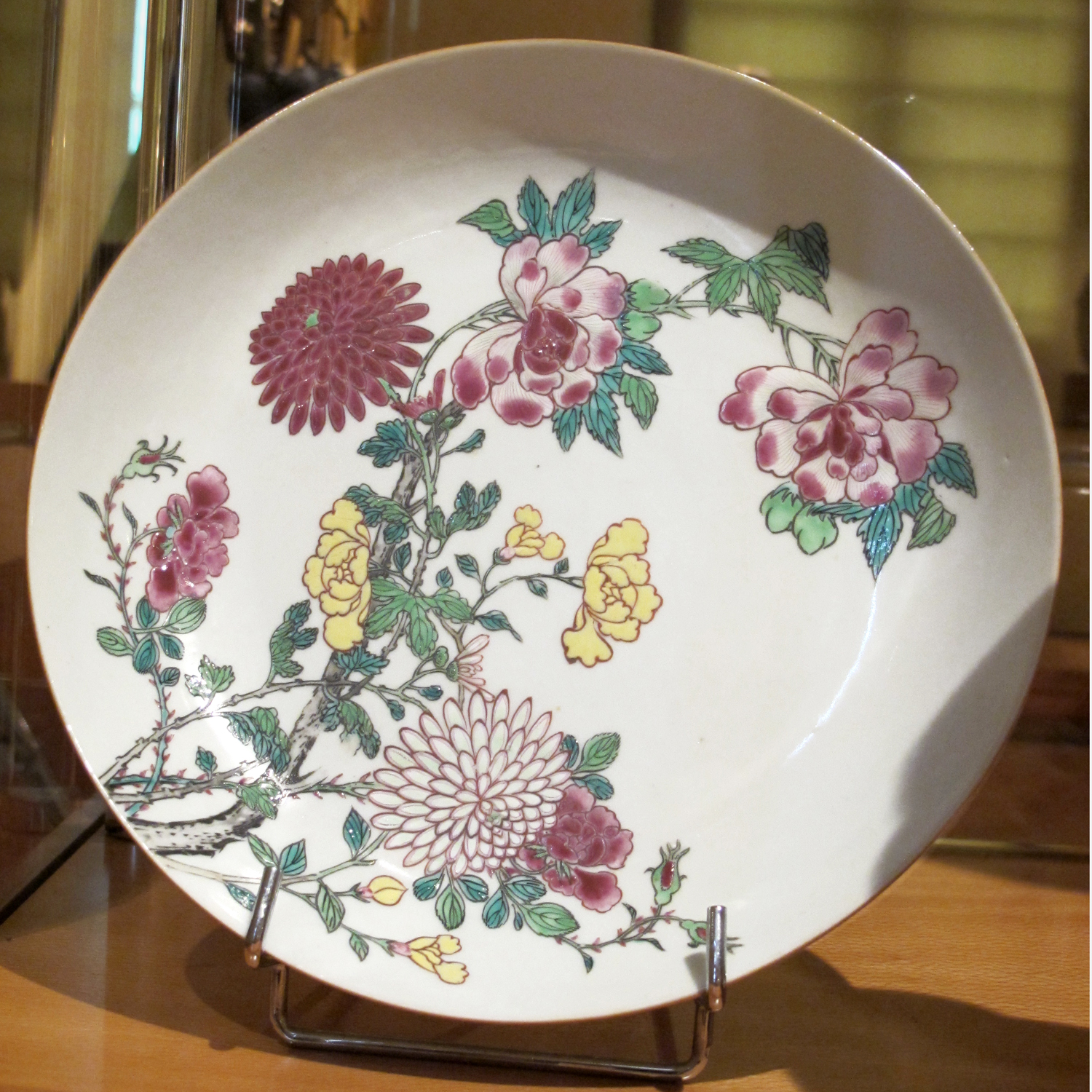
Assiette sans marli (destinée au marché intérieur chinois) à décor de fleurs. Porcelaine, émaux famille rose. Dynastie Qing, ère Qianlong (1736-1795). Diamètre 22 cm.
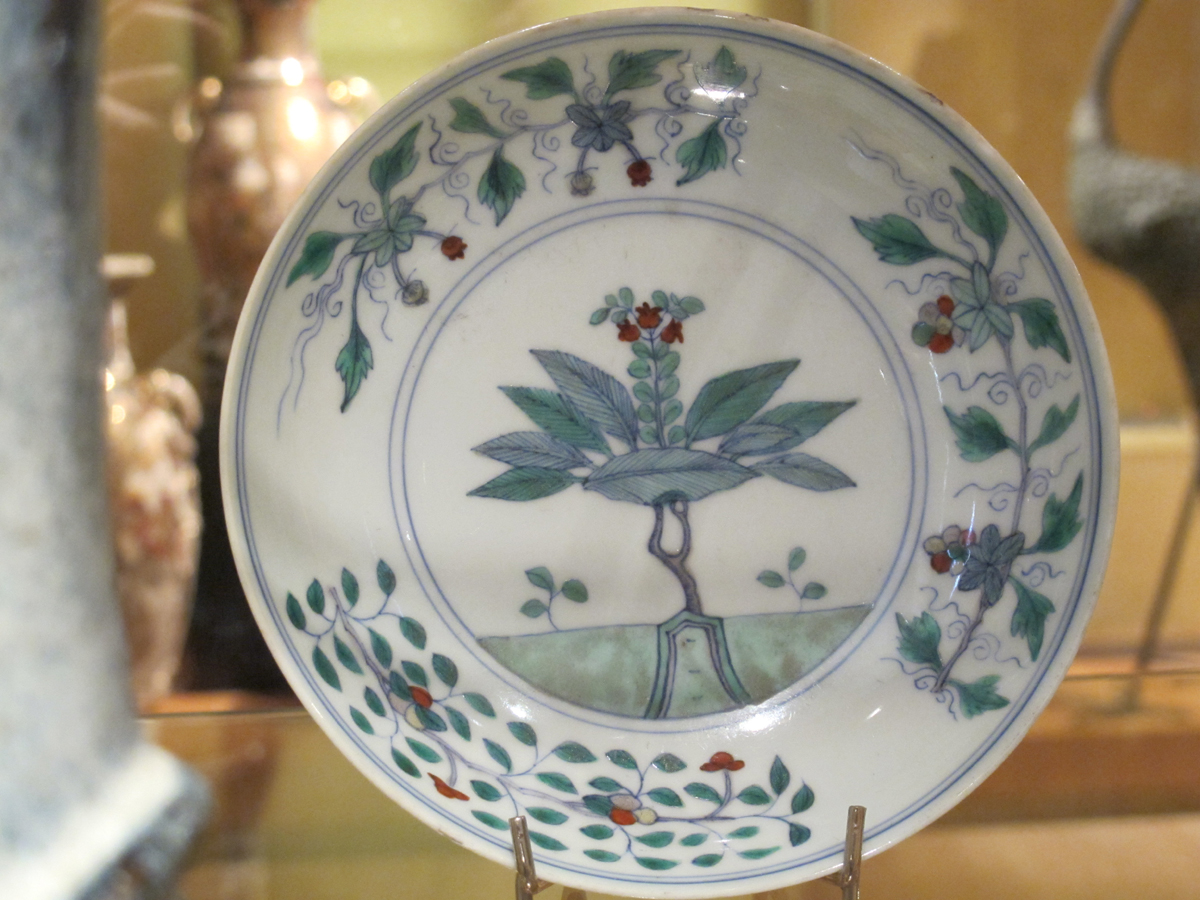
Assiette doucai. Porcelaine bleu sous couverte, émaux polychromes. Qing, copie de la période Yongzheng (1723-1735) portant la marque Chenghua (1465-1487). Diamètre 16 cm.
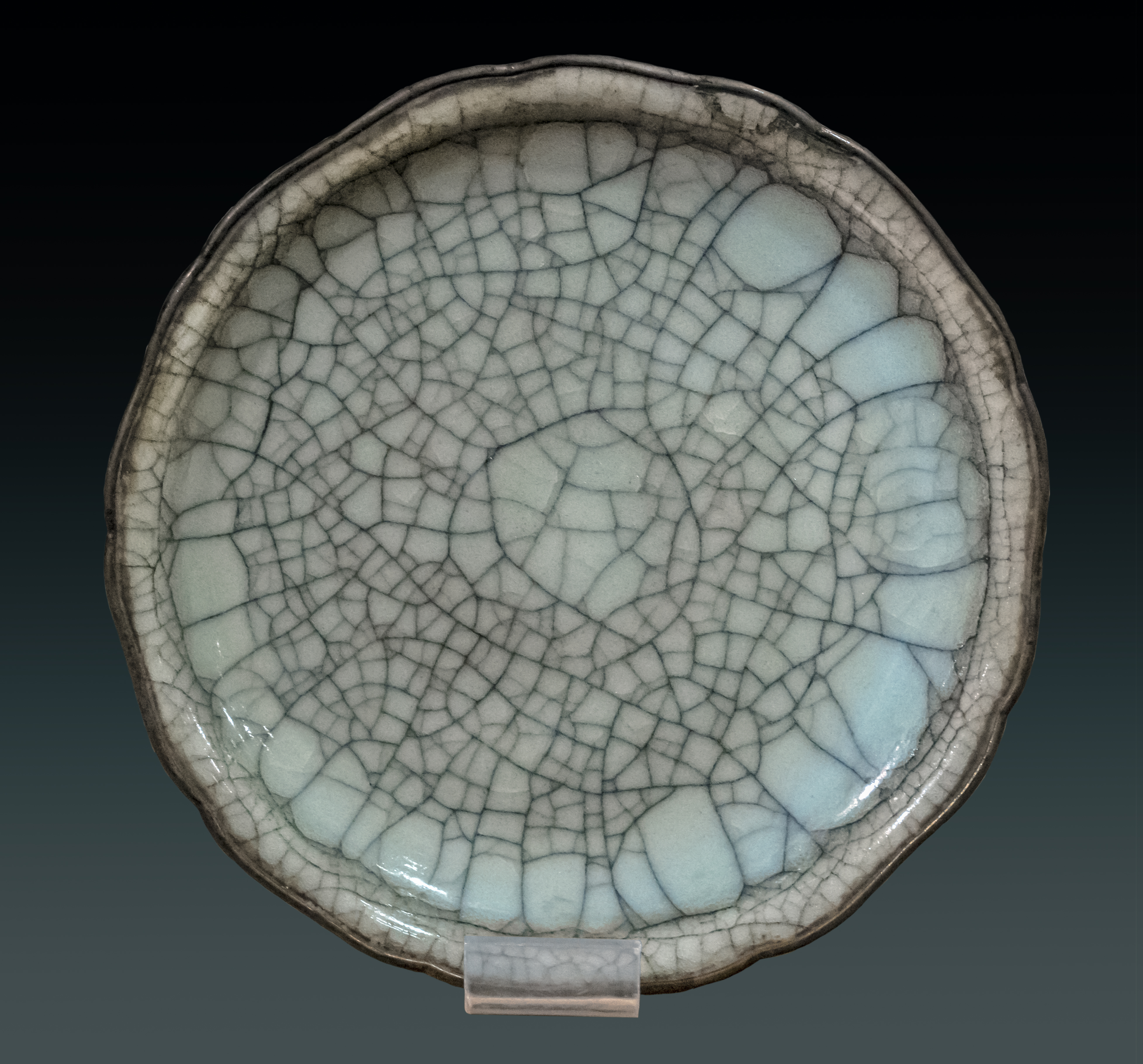
Coupelle guan. Porcelaine de Jingdezhen à couverte craquelée. Reproduction d'un guan de la dynastie Song. Dynastie Qing. Diamètre 16,3 cm.
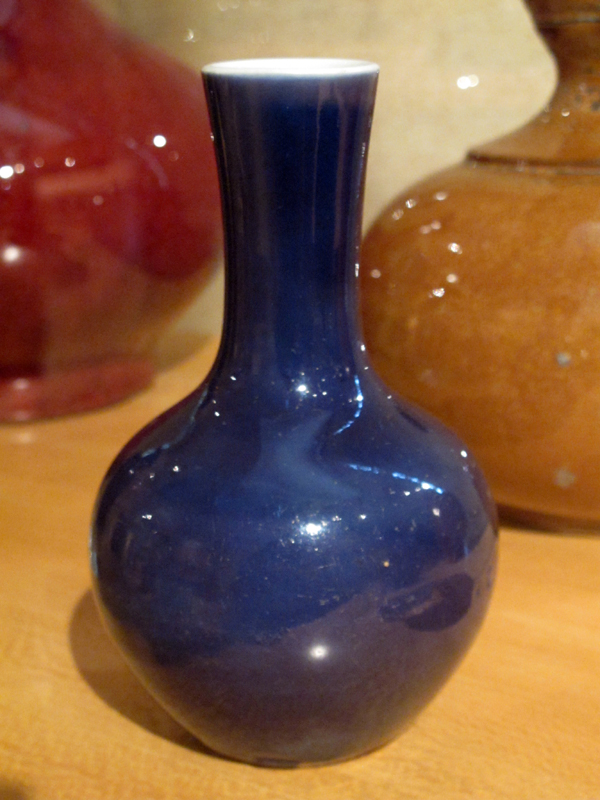
Vase à long col et panse globuleuse. Porcelaine, monochrome bleu de cobalt. H. : 17,4 cm. Qing (1644-1911)
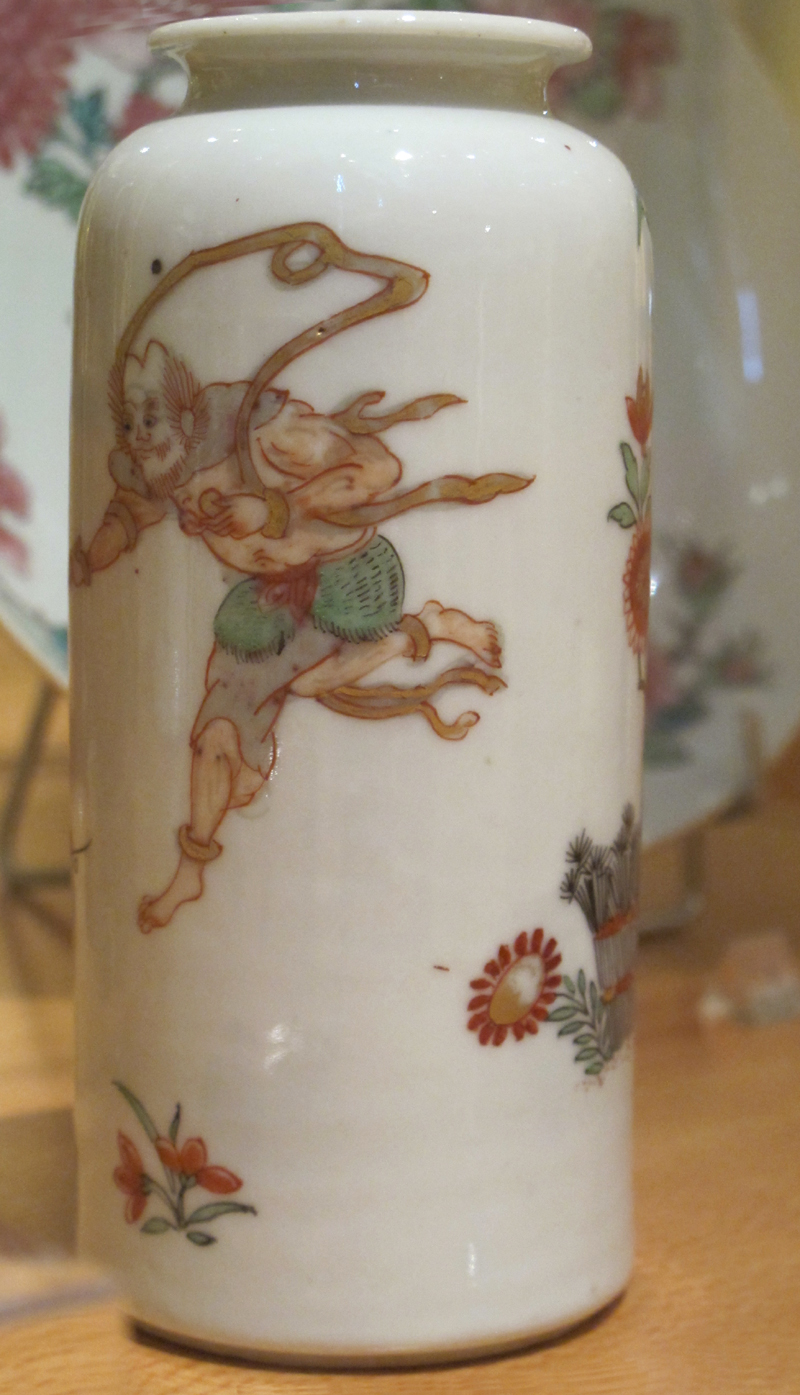
Vase rouleau. Porcelaine chinoise dans le style Kakiemon (1670-1690) (d'après nom du potier japonais Sakaida Kizaemon, fin de l'ère Kanei, 1624-1643, qui avait commencé à fabriquer de la porcelaine émaillée à la mode chinoise). H. env 13cm. Dynastie Qing. don M. Duchange-Garmigny